# Убых (хутор)
У́бых — хутор в Приморском районе муниципального образования город Новороссийск.

## История
Хутор основан при железнодорожной станции Убых. Раньше в этой местности находился аул убыхов, отсюда и название.

## География
Расположен в 15 км к северо-западу от центра Новороссийска, в 3 км к юго-западу от посёлка Верхнебаканского и в 5 км к востоку от станицы Раевской.

### Улицы
В хуторе длительное время была всего одна улица – Пасечная.

С 2016 года в Убыхе Постановлением главы были присвоены адреса и названия улиц:
- пер.Парашютный,
- ул. Арсенальная,
- ул. Оружейная,
- ул. Ежевичная,
- ул. Войсковая,
- ул.Штурмовая,
- ул. Полковая,
- пер. Рубежный,
- ул.Отважная,
- ул. Десантная,
- ул. Ежевичная,
- ул. Фруктовая,
- ул. Гранатовая,
- и другие.

## Население
| 2002 | 2005 | 2010 |
| ---- | ---- | ---- |
| 49   | ↗70  | ↗128 |